# Ephedra laristanica
Ephedra laristanica är en kärlväxtart som beskrevs av Mostafa Assadi. Ephedra laristanica ingår i släktet efedraväxter, och familjen Ephedraceae. Inga underarter finns listade i Catalogue of Life.